# La Mort d'Auguste (téléfilm)
Pour les articles homonymes, voir La Mort d'Auguste.
Pour plus de détails, voir Fiche technique et Distribution.
La Mort d'Auguste est un téléfilm français de Denis Malleval, diffusé le 15 décembre 2015 sur France 3. Il s'agit de l'adaptation du roman du même nom de Georges Simenon.

## Synopsis
Paris, 1965. Auguste, le vieux patron de Chez l'Auvergnat, un restaurant renommé des Halles, s'effondre en plein service. À peine sa mort est-elle annoncée que ses trois fils, Antoine, Ferdinand et Bernard, se mettent en quête d'un héritage introuvable. Où leur père a-t-il bien pu cacher ses économies ? A-t-il seulement laissé un testament ? Le mystère est total, au grand embarras d'Antoine, qui fut également l'associé de son père, et s'attire ainsi la suspicion de ses deux frères. C'est sans compter l'intervention des belles-sœurs, bien décidées à ne pas rester à l'écart face à cette affaire d'héritage plus qu'intéressante...

## Fiche technique
- Titre : La Mort d'Auguste
- Réalisateur : Denis Malleval
- Scénario : Jacques Santamaria, d'après le roman La Mort d'Auguste de Georges Simenon
- Décors : Bertrand L'Herminier
- Costumes : Sylvie Pensa
- Photographie : William Watterlot
- Musique : Jean Musy
- Production : Jean-Baptiste Neyrac
- Société de production : Neyrac Films
- Pays d'origine :  France
- Langue : français
- Genre : drame, policier
- Durée : 95 minutes
- Date de diffusion : 15 décembre 2015

## Distribution
- Jean-Pierre Darroussin : Antoine Mature
- Antoine Duléry : Ferdinand Mature
- Bruno Solo : Bernard Mature
- Olivia Brunaux : Lucie Mature
- Anne Baudoux : Véronique Mature
- Julie Judd : Nicole Mature
- Jérémy Charbonnel : Jean-Loup Mature

## Audiences
Pour sa première diffusion sur France 3 le 15 décembre 2015, La Mort d'Auguste a eu un grand succès d'audience, arrivant en tête des audiences, devant TF1, avec près de 4,5 millions de téléspectateurs[réf. nécessaire].
Le téléfilm a été rediffusé, sur France 5, le 3 juin 2019.